# Comuna Bratea Daskalovi, Stara Zagora
Bratea Daskalovi (în bulgară Братя Даскалови) este o comună în regiunea Stara Zagora, Bulgaria, formată din 23 de sate. 

## Localități componente

### Sate
| - Bratea Daskalovi - Cerna Gora - Dolno Novo Selo - Goleam Dol - Gorno Belevo - Gorno Novo Selo - Granit - Koliu Marinovo | - Malko Dreanovo - Malăk Dol - Markovo - Medovo - Mirovo - Naidenovo - Opălceneț | - Orizovo - Partizanin - Plodovitovo - Pravoslav - Slaveanin - Săedinenie - Sărneveț - Veren |

## Demografie
Componența etnică a comunei Bratea Daskalovi
     Romi (13,12%)
     Bulgari (71,09%)
     Turci (8,45%)
     Nicio identificare (7,2%)
     Altele (0,11%)
La recensământul din 2011, populația comunei Bratea Daskalovi era de 8.677 locuitori. Din punct de vedere etnic, majoritatea locuitorilor (71,09%) erau bulgari, existând și minorități de romi (13,12%) și turci (8,45%). Pentru 7,2% din locuitori nu este cunoscută apartenența etnică.